# 不倫瑞克縣 (維吉尼亞州)
布藍茲維郡（英語：Brunswick County）是美國維吉尼亞州南部的一個縣，南鄰北卡羅萊納州。面積1,475平方公里。根據美國2000年人口普查，共有人口18,419人。縣治勞倫斯維爾（Lawrenceville）。
成立於1720年11月2日。縣名來自領有布藍茲維-盧嫩堡公爵銜頭的英王喬治一世。